# Ngô Đức Kế
Ngô Đức Kế (chữ Hán: 吳德繼; 1878 - 1929) tên thật là Ngô Bình Viên, hiệu Tập Xuyên (集川); là chí sĩ, và là nhà thơ, nhà báo Việt Nam ở đầu thế kỷ 20.

## Tiểu sử
Ngô Đức Kế là người làng Trảo Nha, thuộc tổng Đoài, huyện Thạch Hà, phủ Hà Thanh, tỉnh Hà Tĩnh (nay là thị trấn Nghèn, huyện Can Lộc, tỉnh Hà Tĩnh).
Xuất thân trong một gia đình quan lại nhiều đời. Cha ông là Tả tham tri bộ Lễ Ngô Huệ Liên (1840- 1912), về sau giữ chức Toản tu Quốc sử quán triều Nguyễn.
Năm Tân Sửu (1901), ông Kế dự thi Đình, đỗ Á khoa năm Thành Thái thứ 13. Tuy nhiên, ông không ra làm quan ở nhà dạy học, đọc tân thư, liên hệ với Phan Bội Châu , và đứng ra đề xướng lối học mới và bài xích cái học từ chương và cử nghiệp . Đồng thời, ông cùng với Lê Văn Huân và Đặng Nguyên Cẩn lập ra Triều Dương thương điếm ở Vinh .
Năm Mậu Thân (1908), ông bị thực dân Pháp bắt và bị đày ở Côn Đảo cho đến năm 1921.
Năm 1921, ông ra tù. Đến năm sau (1922), ông làm Chủ bút báo Hữu thanh của Hội Công thương tương tế ở Hà Nội, đồng thời sáng tác thơ vǎn. Trên báo Hữu thanh, ông đã viết một số bài "đả kích thơ văn lãng mạn và quyết liệt bài xích nhóm Nam Phong (đứng đầu là Phạm Quỳnh) vì đã bênh vực Truyện Kiều".
Năm 1927, tờ báo trên bị đóng cửa, Ngô Đức Kế mở Giác quần thư xã, để xuất bản một số sách tiến bộ, trong số đó có "Phan Tây Hồ di thảo" của nhà chí sĩ Phan Chu Trinh.
Ngô Đức Kế qua đời ngày 10 tháng 12 năm 1929 tại Hà Nội. Khi ấy, ông 51 tuổi. Nhân dân gọi ông là Ngô Nhân Tổ (người cụ tổ họ Ngô) hoặc gọi là Ngô Việt Hành (hành tinh đất Ngô - Việt)

## Tác phẩm
Sau khi mở Giác quần thư xã, ông có soạn:
- Phan Tây Hồ di thảo (Bản thảo để lại của Phan Tây Hồ)
- Đông Tây vĩ nhân (Vĩ nhân Đông Tây)

Khi ở Côn Đảo, ông có soạn: 
- Thái Nguyên thất thật quang phục ký (Ghi chép về 7 ngày giành lại Thái Nguyên).
- Thiên nhiên học hiệu ký (Ghi chép về trường học thiên nhiên)
- Sở am tập (Tập văn về những điều am tường)

Ngoài ra, ông Kế còn có một số bài báo và thơ. Trong số ấy, nổi bật có bài "Nền quốc văn" (đăng trên báo Hữu thanh, tháng 4 năm 1924) và "Luận về chánh học cùng tà thuyết" (đăng trên báo Hữu thanh, tháng 9 năm 1924), ông đã kịch liệt chống lại chủ trương đề cao Truyện Kiều của Phạm Quỳnh. Vì theo ông, tác phẩm ấy đã làm cho các thanh niên "say đắm trong trời tình biển ái mà mềm nhũng cái lòng sắt đá, bỏ mất cái chí nguyện cao xa"...

## Ghi nhận công lao
Nội dung thơ văn của Ngô Đức Kế thường xoay quanh đề tài vận động duy tân đất nước, ca ngợi khí tiết của người trượng phu, ca ngợi các đồng chí đã hy sinh, và bộc lộ niềm phấn khởi khi nghe tin phong trào yêu nước lại dấy lên mạnh mẽ. Bên cạnh đó, ông cũng dũng cảm và sắc sảo chống văn hóa nô dịch của thực dân Pháp, và phê phán nghiêm khắc vua quan nhà Nguyễn đã để đất nước lâm cảnh khốn cùng. Tuy quan điểm không khỏi phiến diện và bảo thủ, nhưng ông đã góp phần thức tỉnh tinh thần yêu nước trong thanh niên và các tầng lớp khác vào thời đó...
Ghi nhận công lao ông, tên Ngô Đức Kế được dùng để đặt cho một số con đường ở Thành phố Hồ Chí Minh, Nha Trang, Vinh, Cần Thơ, Huế, Bà Rịa...và một số ngôi trường như trường Ngô Đức Kế ở chính quê hương ông,...